# Теллурид сурьмы(III)
Теллурид сурьмы — неорганическое соединение, теллура и сурьмы с формулой Sb2Te3. Широко известный термоэлектрический материал.

## Получение
Теллурид сурьмы получается при сплавлении сурьмы и теллура при 500–900 °C.
2 Sb(l) + 3 Te(l) → Sb2Te3(l)